# Luz Mery Tristán
Luz Mery Tristán Gil (Pereira, 1 de abril de 1963 – Cali, 5 de agosto de 2023) fue una patinadora y ciclista colombiana, reconocida por haber obtenido el primer título mundial de patinaje para Colombia en la prueba de los cinco mil metros en 1990, entre otros títulos.

## Biografía
Nacida el 1 de abril de 1963 en Pereira, Tristán se mudó con su familia a la ciudad de Cali cuando tenía una corta edad; allí inició en su juventud su carrera en el patinaje. Se inscribió en la Federación de Patinaje de Cali, y en 1979 logró la segunda ubicación en el Primer Campeonato Nacional Femenino de Patinaje realizado en el país. Un año después se convirtió en campeona nacional, y en 1983 obtuvo el oro en el Campeonato Panamericano.
Tras lograr otros dos títulos panamericanos, un Campeonato Iberoamericano en tierras argentinas y dos terceros lugares en los campeonatos mundiales realizados en Italia y Nueva Zelandia, Tristán obtuvo su primer título mundial de patinaje, y el primero para su país en la prueba de cinco mil metros, en el Campeonato Mundial realizado en Bello, Antioquia. Tres días antes de iniciado el evento, había batido el récord mundial en la prueba de dos mil metros, con un registro de 3:07.40.
Después de conseguir el campeonato mundial, se interesó por el ciclismo y llegó a participar como invitada en el Tour de Francia Femenino como miembro de un equipo dirigido por Efraín Forero. Más adelante abandonó la práctica deportiva y empezó a dirigir desde el año 2006 un centro deportivo que lleva su nombre en la ciudad de Cali, en el que se formaron figuras nacionales como Rommy Muñoz Trujillo, Daniela Mendoza, Johana Viveros y Sebastián Garcés.

### Fallecimiento
El 6 de agosto de 2023 fue asesinada al amanecer en su residencia de Cali a los 60 años de edad. El caso está siendo actualmente investigado por el Cuerpo Técnico de Investigación, aunque se procedió a la captura del empresario Andrés Gustavo Ricci García, quien era su pareja sentimental, como principal sospechoso del crimen.  El acusado recibió a disparos con arma de fuego a la policía en el lugar de los hechos y se le decomisaron en su captura varias armas de fuego en su vivienda.